# ルドヴィク・コンスタンティ・ポチェイ
ルドヴィク・コンスタンティ・ポチェイ（ポーランド語: Ludwik Konstanty Pociej、リトアニア語: Liudvikas Pociejus、1664年 - 1730年1月3日）は、リトアニア貴族。ブレストのポトコモルズィ（podkomorzy）、ヴィリニュス県のポトスカルビ（財務大臣）、カステラン、ヴォイヴォダ、リトアニアの大ヘトマンと野戦ヘトマンを歴任した。